# В поисках Аляски (телесериал)
«В по́исках Аля́ски» (англ. Looking for Alaska) — американский подростковый драматический мини-сериал, основанный на одноимённом романе Джона Грина и созданный Джошем Шварцем. После того, как экранизация неоднократно откладывалась в Paramount Pictures, Hulu заключил сделку и заказал ограниченный сериал из восьми эпизодов. Главные роли исполнили Чарли Пламмер и Кристин Фросет. Также в сериале сыграли Дэнни Лав, Джей Ли, Софья Васильева, Ландри Бендер, Юрайа Шелтон, Джордан Коннор, Тимоти Саймонс и Рон Сефас Джонс. Премьера мини-сериала состоялась на Hulu 18 октября 2019 года. Он получил признание как критиков, так и поклонников книги, с похвалой за сценарий, актёрскую игру и верность оригинальному материалу.

## Сюжет
В 2005 году 16-летний Майлз Холтер, увлекающийся изучением предсмертных слов великих людей, отправляется учиться в академию Калвер-Крик, чтобы найти «Великое Возможно» — концепцию, вдохновлённую последними словами Франсуа Рабле. В закрытой частной школе Майлз находит себе друзей, совершает с ними различные розыгрыши и влюбляется в девушку по имени Аляска Янг. Страшная трагедия и поиски причин произошедшего позволят ему стать взрослее и найти разгадку слов французского писателя.

## Актёрский состав

### Главные роли
- Чарли Пламмер — Майлз «Толстячок» Холтер, новый ученик академии Калвер-Крик штата Алабама[7].
- Кристин Фросет — Аляска Янг, возлюбленная Майлза, подруга Полковника и Такуми[7].
- Анабель Холлоуэй — Аляска Янг в детстве.
- Дэнни Лав[англ.] — Чип «Полковник» Мартин, друг Аляски и Такуми, сосед по комнате Майлза из малообеспеченной семьи[8].
- Джей Ли — Такуми Хикохито, друг Полковника и Аляски[8].
- Софья Васильева — Лара Бутерская, девушка, влюблённая в Майлза[8].
- Ландри Бендер[англ.] — Сара, девушка Чипа из богатой семьи[8].
- Юрайа Шелтон — Лонгвелл Чейз, парень из богатой семьи, член группы «Воины будних дней»[8].
- Джордан Коннор[англ.] — Кевин, парень из богатой семьи, член группы «Воины будних дней»[8].
- Тимоти Саймонс[англ.] — мистер Старнс («Орёл»), директор академии Калвер-Крик[9].
- Рон Сефас Джонс — доктор Хайд, учитель истории мировых религий в академии Калвер-Крик[9].

### Второстепенные роли
- Джо Крест — Уолтер Холтер, отец Майлза, легенда академии Калвер-Крик.
- Джой Джейкобсон — Джуди Холтер, мать Майлза.
- Денин Тайлер — Долорес Мартин, мать Чипа.
- Генри Зага — Джейк, парень Аляски[10].
- Люси Фауст[англ.] — Мадам О’Мэлли, учитель французского языка в академии Калвер-Крик.
- Джаред Банкенс — Гас, продавец-кассир магазина «Напитки Кусас».

### Эпизодические роли
- Мэг Райт — Мария, соседка и подруга Аляски.
- Брэндон Стэнли — Пол, парень Марии.
- Рэйчел Мэттьюз[англ.] — Фиона, подруга Джейка[10].
- Келли Мурта — мать Аляски.
- Дрю Пауэлл — Фрэнк Янг, отец Аляски.

## Производство

### Разработка
Права на экранизацию книги были приобретены студией Paramount Pictures в 2005 году, незадолго до публикации романа. Сценаристом и режиссёром должен был стать Джош Шварц (создатель телесериала «Одинокие сердца»), но из-за отсутствия интереса со стороны Paramount, производство было отложено на неопределённый срок. Также сообщалось, что Paramount дорабатывает сценарий из-за успеха экранизации романа-бестселлера Джона Грина «Виноваты звёзды».
27 февраля 2015 года The Hollywood Reporter объявил, что Скотт Нойстедтер и Майкл Х. Уэбер, сценаристы Temple Hill Entertainment, которые работали над адаптацией фильмов «Виноваты звёзды» и «Бумажные города», займутся написанием сценария и выступят исполнительными продюсерами. Paramount активно вёл кастинг для последней версии сценария, написанного Сарой Полли. Ребекка Томас должна была выступить режиссёром. Грин также подтвердил, что Нойстедтер и Уэбер по-прежнему участвуют в создании фильма. В августе 2015 года стало известно, что съёмки начнутся осенью в Мичигане, но они были перенесены на начало 2016 года из-за отсутствия решения о кастинге. Позже в 2016 году, Грин объявил в видео Vlogbrothers и в социальных сетях, что процесс разработки экранизации снова отложен, выразил своё разочарование и сказал, что «он всегда проваливался по той или иной причине». В мае 2018 года Hulu заключил сделку с Джошем Шварцем и Стефани Сэвадж и приступил к заказу ограниченного сериала из восьми эпизодов на основе книги. Шварц в итоге выступил исполнительным продюсером и шоураннером, а Сэвадж стала исполнительным продюсером вместе с Джоном Грином, Джессикой Тучински, Марком Уотерсом, Марти Бауэном и Исааком Клауснером.

### Кастинг

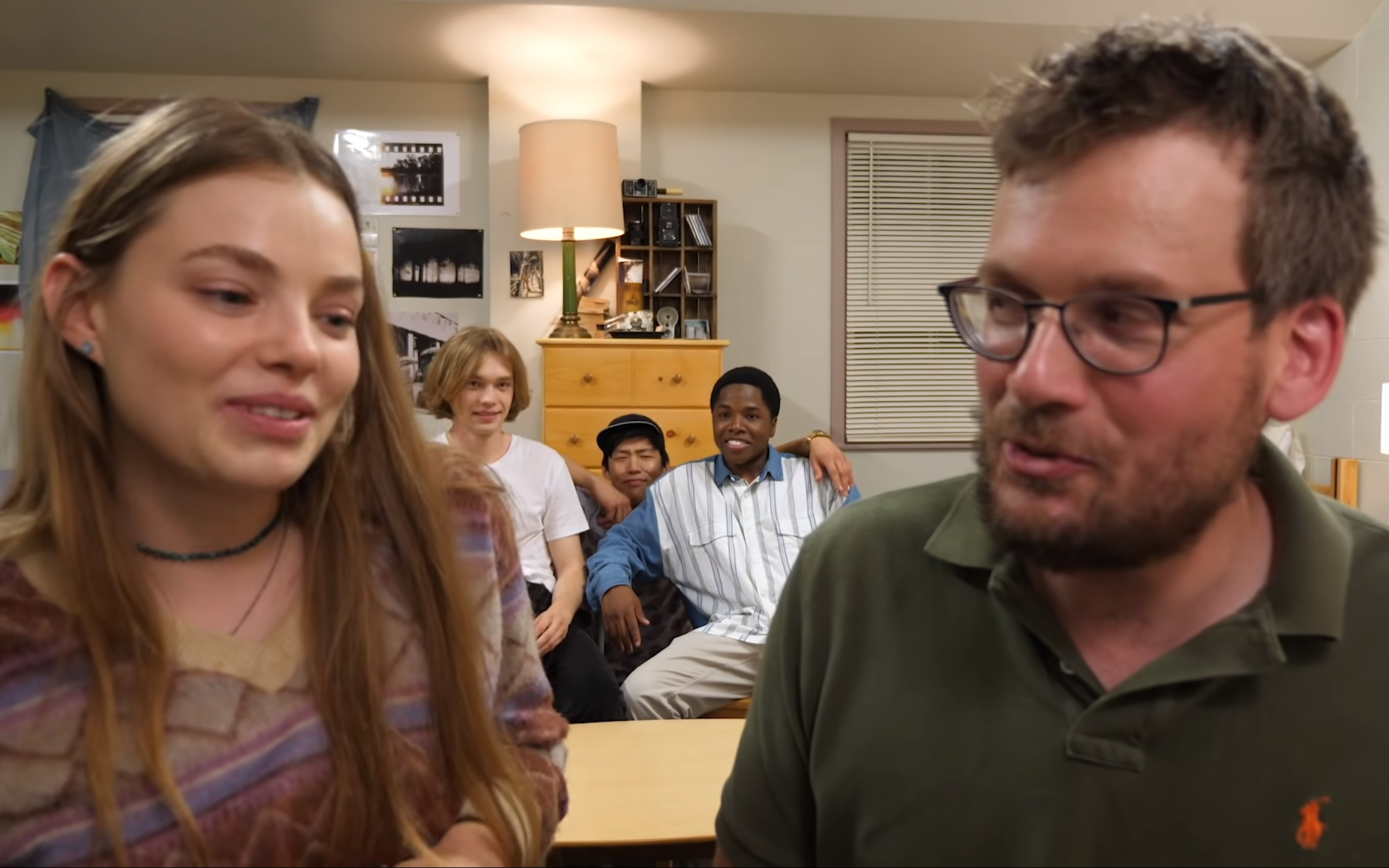
Актёры и автор (слева направо): Кристин Фросет, Чарли Пламмер, Джей Ли, Дэнни Лав и Джон Грин на Vlogbrothers в 2019 году

В октябре 2018 года Чарли Пламмер и Кристин Фросет получили главные роли. В марте 2019 года Hulu объявил, что к сериалу присоединились шесть новых актёров: Дэнни Лав, Джей Ли, Софья Васильева, Ландри Бендер, Юрайа Шелтон и Джордан Коннор. В следующем месяце стало известно, что Тимоти Саймонс и Рон Сефас Джонс присоединятся к актёрскому составу в роли мистера Старнса («Орла») и доктора Хайда соответственно. В мае 2019 года сообщилось, что Рэйчел Мэттьюз и Генри Зага получили второстепенные роли.

### Съёмки
Съёмочный процесс в основном проводился в Луизиане. В первом эпизоде можно увидеть супермаркет «Piggly Wiggly» в городе Индепенденс. Иногда в кадре появляется закусочная «Miss Ann’s Fast Food» в Амит-Сити. Калвер-Крик, в котором учатся подростки, на самом деле — Епископальный конференц-центр Соломона в Лоринджере.
Скульптура слона в зоопарке Одюбона появляется в шестом эпизоде. Мост-дамбу через озеро Пончартрейн показывают в седьмом эпизоде. Ратуша Абита-Спрингс является полицейским участком в финальном эпизоде.

### Дистрибуция
В апреле 2020 года релиз мини-сериала «В поисках Аляски» состоялся в Канаде на телеканале CBC Gem.

### Саундтрек
Альбом саундтреков был выпущен под названием «Looking for Alaska (Music from the Original Series)» в цифровом формате 18 октября 2019 года на лейблах Paramount и Sony Music Entertainment. Он представляет собой сборник, состоящий из композиций, прозвучавших в сериале.
| №                   | Название                                                      | Исполнитель(и)                     | Длительность |
| ------------------- | ------------------------------------------------------------- | ---------------------------------- | ------------ |
| 1.                  | «So Here We Are»                                              | Bloc Party                         | 3:51         |
| 2.                  | «I Will Follow You into the Dark (Death Cab For Cutie cover)» | Мия Фолик                          | 3:53         |
| 3.                  | «Ask Me Anything»                                             | The Strokes                        | 3:09         |
| 4.                  | «To Be Alone with You (Sufjan Stevens cover)»                 | Fleurie                            | 2:53         |
| 5.                  | «Crosses»                                                     | Хосе Гонсалес                      | 2:41         |
| 6.                  | «Orange Sky (Alexi Murdoch cover)»                            | Кэт Каннинг                        | 4:58         |
| 7.                  | «Macarena (Los Del Rio Bayside Boys cover)»                   | BEGINNERS                          | 3:25         |
| 8.                  | «With Arms Outstretched»                                      | Rilo Kiley                         | 3:42         |
| 9.                  | «Salvation (Black Rebel Motorcycle Club cover)»               | BAILEN                             | 3:52         |
| 10.                 | «The Skin of My Yellow Country Teeth»                         | Clap Your Hands Say Yeah           | 5:45         |
| 11.                 | «Take Me Out (Franz Ferdinand cover)»                         | Young Summer                       | 3:38         |
| 12.                 | «An Honest Mistake (the Bravery cover)»                       | Mating Ritual featuring Lizzy Land | 3:48         |
| 13.                 | «The World at Large»                                          | Modest Mouse                       | 4:32         |
| 14.                 | «Looking for Alaska Score Suite»                              | Сиддхарта Кхосла                   | 5:10         |
| Общая длительность: | Общая длительность:                                           | Общая длительность:                | 55:23        |

## Эпизоды
| № | Название                                                                 | Режиссёр             | Автор сценария                    | Дата премьеры   |
| --- | ------------------------------------------------------------------------ | -------------------- | --------------------------------- | --------------- |
| 1 | «Знаменитые последние слова» «Famous Last Words»                         | Сара Адина Смит      | Джош Шварц                        | 18 октября 2019 |
| В 2005 году Майлз Холтер переезжает из Флориды в Алабаму, чтобы поступить в академию Калвер-Крик, намереваясь найти свое «Великое Возможно». Он знакомится со своим соседом по комнате Чипом «Полковником» Мартином и новыми одноклассниками, включая Такуми и Аляску. Полковник предупреждает Майлза о «Воинах будних дней», группе богатых студентов, и мистере «Орле» Старнсе, суровом директоре школы. Мария, соседка Аляски, и её парень Пол исключены после того, как Орёл обнаружил их вместе. Майлз, увлекающийся последними словами людей, заключает сделку с Аляской, что, если он найдет ответ на вопрос: «Как нам выбраться из этого лабиринта?», она найдёт ему девушку. Отказываясь принимать чью-либо сторону в соперничестве между «Воинами будних дней» и Полковником, Холтеру связывают тело полиэтиленовой плёнкой и ночью бросают в озеро.                                                                                           |                                                                          |                      |                                   |                 |
| 2 | «Скажи им, что я что-то сказал...» «Tell Them I Said Something...»       | Рэйчел Ли Голденберг | Уоррен Хсю Леонард и Джош Шварц   | 18 октября 2019 |
| Чипа приглашает на бал в загородном клубе его девушка Сара. Майлз, Полковник, Такуми и Аляска соглашаются нанести ответный удар «Воинам будних дней», что приводит к ряду розыгрышей, разыгранных против обеих сторон. В качестве расплаты за пранк с краской для волос, «Воины будних дней» уничтожают новый костюм Полковника. Аляска помогает сшить ещё один и тайно проникает на бал с Такуми и Майлзом. Орёл замечает причастность Майлза к пранкам, и Толстячок решает предстать перед судом, рискуя быть исключённым, чтобы не сдать друзей. Аляска соглашается на перемирие с «Воинами будних дней». На слушании студенческое жюри назначает Майлзу лёгкое наказание, благодаря одолжениям, которые Полковник, Такуми и Аляска согласились оказать членам присяжных, в том числе устроить свидание своей однокласснице Ларе с Майлзом. |                                                                          |                      |                                   |                 |
| 3 | «Я никогда не чувствовал себя лучше...» «I've Never Felt Better...»      | Бретт Хейли          | Стефани Сэвадж и Эшли Вигфилд     | 18 октября 2019 |
| Аляска начинает планировать групповое свидание, чтобы Майлз сблизился с Ларой. Такуми узнаёт, что Пол и Мария посетят Калвер-Крик на предстоящем баскетбольном матче. Парень Аляски Джейк приходит на свидание, которое выходит из-под контроля, когда Майлз получает сотрясение мозга. Мария обвиняет Аляску в том, что она крыса. Сара недовольна тем, что Полковник становится на сторону Аляски и расстаётся с ним. Такуми рассказывает Полковнику, что видел, как Аляска выходила из дома Орла в день, когда Пола и Марию исключили. Аляска сбегает из Калвер-Крик с Джейком, но позже покидает его, полагая, что она недостаточно хороша. Вернувшись в школу, Аляску отчитывает Орёл за то, что она покинула кампус без разрешения, и она умоляет его позволить ей остаться в Калвер-Крик. |                                                                          |                      |                                   |                 |
| 4 | «Еда очень вкусная» «The Nourishment Is Palatable»                       | Эми Канаан Манн      | Джош Шварц и Кирк А. Мур          | 18 октября 2019 |
| Поскольку Такуми и Полковник избегают девушку, Аляска просит Майлза остаться с ней в Калвер-Крик на День благодарения. Случайным образом Майлз разговаривает с Джейком по телефону и узнаёт, что Аляска разорвала с ним связь. Эти двое грабят студенческие общежития в поисках алкоголя и дисков с порно. После того, как Майлз спросил у Аляски о Джейке, она звонит парню и официально расстаётся с ним. Узнав, что они одни в школе, мама полковника Долорес приглашает их к себе домой на праздник. Сначала ребята хорошо проводят время, но желание Майлза переспать с Аляской и отказ Полковника в примирении делают Аляску ещё более изолированной, чем когда-либо. |                                                                          |                      |                                   |                 |
| 5 | «Я покажу вам, что это не выстрелит» «I'll Show You That It Won't Shoot» | Клеа Дюваль          | Лейла Герштейн и Кендалл Роджерс  | 18 октября 2019 |
| Полковник обеспокоен тем, что Сара теперь встречается с Лонгвеллом. Майлз пытается убедить Лару пойти с ним на школьные танцы. Ночью «Воины будних дней» затопляют общежитие Аляски, уничтожая большую часть её библиотеки жизни. Аляска, Такуми и Полковник мирятся и продумывают план, как саботировать поступление «Воинов» в колледж, пока все будут находиться на танцах. Майлза просят быть начеку, что чуть не срывает его свидание с Ларой. Орёл почти ловит их, но Такуми и Майлз запускают фейерверк, чтобы отвлечь его. После успешного выполнения пранка, Аляска рассказывает, как умерла её мать, и признается Майлзу, что это причина, по которой она так не хочет ехать домой. |                                                                          |                      |                                   |                 |
| 6 | «Мы все уходим» «We Are All Going»                                       | Меган Гриффитс       | Уоррен Хсю Леонард и Эшли Вигфилд | 18 октября 2019 |
| В воспоминаниях мы видим юную Аляску со своей матерью в зоопарке, где она учит её тому, что мама всегда нужна. Майлз и Лара быстро продвигаются вперёд в отношениях. Между тем, Полковник должен столкнуться с последствиями розыгрышей, поскольку родители «Воинов» угрожают судебным иском против Калвер-Крик за мошеннические заявления. Лара и Майлз ссорятся из-за его верности друзьям. Майлз и Аляска остаются с Полковником во время его последней ночи в академии. Пока Чип отсыпается в пьяном угаре, Майлз и Аляска начинают игру «правда или действие», кульминацией которой является признание Аляски в своих чувствах к Майлзу и интимный момент между ними. Оба засыпают, при этом Аляска говорит: «Продолжение следует». Позже ночью плачущая и всё ещё пьяная Аляска будит Майлза и Полковника с просьбой отвлечь Орла, чтобы она могла уехать из кампуса. Парни помогают ей, и эпизод заканчивается тем, что Аляска уезжает в темноту. |                                                                          |                      |                                   |                 |
| 7 | «Теперь начинается загадка» «Now Comes The Mystery»                      | Рашаад Эрнесто Грин  | Джош Шварц и Стефани Сэвадж       | 18 октября 2019 |
| Орёл созывает собрание, оповещая школу о том, что Аляска Янг покинула кампус прошлой ночью и погибла в ужасной аварии. Причиной несчастного случая стало её опьянение. Во время похорон ребята выясняют, что бывший парень Аляски Джейк позвонил ей в ночь, когда она умерла. Они приходят к мнению, что во время разговора она вспомнила их годовщину и, виноватая в расставании и сближении с Майлзом, ехала к Джейку, чтобы извиниться, когда попала в аварию. Этот вывод ставится под сомнение, поскольку Майлз и Полковник видят строчку, написанную Аляской в её экземпляре «Генерала и его лабиринта», что наводит их на мысль, что Аляска могла покончить жизнь самоубийством. |                                                                          |                      |                                   |                 |
| 8 | «Там очень красиво» «It's Very Beautiful Over There»                     | Джош Шварц           | Джош Шварц                        | 18 октября 2019 |
| Майлз, Полковник и Такуми продолжают расследование смерти Аляски. Они понимают, что Аляска не собиралась видеться с Джейком, а хотела навестить могилу своей матери в годовщину её смерти. Хотя они до сих пор не могут ответить на вопрос, совершила ли Аляска самоубийство, ситуация становится яснее. Позже друзья планируют и разыгрывают мемориальную шутку для Аляски, которая забавляет даже Орла. Эпизод заканчивается рассказом Майлза о неопределённости, стоящей за смертью Аляски, о том, что все разделили хотя бы часть вины, и о том, что всё же можно простить. Несколько второстепенных сюжетных линий, которые были заложены в предыдущих сериях, также разрешаются в финальном эпизоде. Орёл становится более человечным, чем авторитарный администратор. Между Такуми и Ларой завязываются отношения, как и между Орлом и Мадам О'Мэлли, учительницей французского языка.                                                            |                                                                          |                      |                                   |                 |

## Оценки критиков
«В поисках Аляски» получил признание критиков и поклонников книги, причём заслуги касались сценария, актёрского исполнения (особенно Пламмера, Фросет и Лава), визуальных эффектов, саундтрека (критики положительно сравнивали его с другим сериалом Шварца «Одинокие сердца»), режиссуры и улучшения исходного материала. Согласно агрегатору обзоров Rotten Tomatoes, мини-сериал имеет рейтинг одобрения 91 % на основе 35 обзоров со средней оценкой 8,5/10. Консенсус критиков веб-сайта гласит: «Горько-сладкая и прекрасно исполненная, В поисках Аляски — это редкая адаптация, которая отклоняется от оригинала только для того, чтобы найти что-то лучшее». На сайте Metacritic он имеет средневзвешенный балл 72 из 100, на основе 10 рецензий, что указывает на «в целом положительные отзывы».
Критики назвали проект лучшим сериалом Шварца на сегодняшний день. Кэтрин ВанАрендонк из Vulture назвала его «редкой адаптацией, которая не копирует оригинал только для того, чтобы создать нечто, что работает лучше» и похвалила харизматичную игру Дэнни Лава в роли Полковника. ЛаТойя Фергюсон из IndieWire поставила сериалу пятёрку и сказала: «В поисках Аляски — это ваша стандартная, проверенная и правдивая история взросления. И этим она выделяется среди остальных». Она также высоко оценила игру Пламмера в роли Майлза Холтера, сказав, что он «улавливает робкий характер персонажа (как забавные, так и разочаровывающие его аспекты) и находит способ заставить ваше сердце разбиться для него». Одна из авторов The Guardian Ребекка Николсон поставила мини-сериалу три звезды из пяти и назвала игру молодых актёров «превосходной» и достойной Эмми (в первую очередь Фросет, Лава и Пламмера), а также высоко оценила характеристику Полковника.
Алан Сепинуолл из Rolling Stone дал сериалу четыре звезды из пяти и высказался: «Это знакомая история взросления, но она выполнена на высоком уровне и с гораздо большим вниманием, чем обычно, уделяется всем детям, которые были вынуждены повзрослеть задолго до того, как это сделает главный герой». Он также похвалил актёрский состав и назвал его «чрезвычайно очаровательным», выделив Кристин Фросет и Дэнни Лава. Кэролайн Фрамке из Variety тоже похвалила актёров (особенно Фросет и Лава), а также подчеркнула исполнение первой в роли Аляски Янг, заявив, что «в этой роли она должна изображать персонажа, поочерёдно изображаемого как загадочного и уязвимого, сурового и хрупкого, дико умного и сокрушительно наивного. Сериал и Фросет прилагают большие усилия, чтобы воплотить Аляску в жизнь за пределами основной роли первой любви Майлза, которая могла так легко превратить её в ничто». Петрана Радулович из Polygon резюмировала мини-сериал как «беспорядочное, грубое изображение горя — в конечном счёте, о чём должна была быть книга и что шоу лучше удалось передать» и назвала игру Фросет «блестящей». Дэниел Финберг из The Hollywood Reporter похвалил игру Фросет и Пламмера, назвав первую «чудом» и подчеркнув способность второго выполнить «более сложную задачу» для успешного исполнения роли Майлза.